# OQ Водолея
OQ Водолея (лат. OQ Aquarii) — одиночная переменная звезда в созвездии Водолея на расстоянии приблизительно 1917 световых лет (около 588 парсеков) от Солнца. Видимая звёздная величина звезды — от +11,3m до +10m.

## Характеристики
OQ Водолея — красный гигант, пульсирующая полуправильная переменная звезда типа SRB (SRB) спектрального класса M. Радиус — около 40,31 солнечных, светимость — около 174,836 солнечных. Эффективная температура — около 3306 К.